# Тобольський
Тобо́льський (рос. Тобольский) — селище у складі Світлинського району Оренбурзької області, Росія.

## Населення
Населення — 845 осіб (2010; 1031 у 2002).
Національний склад (станом на 2002 рік):
- росіяни — 64 %